# Domleschg
Domleschg é uma comuna da Suíça, situada na região de Viamala, no cantão de Grisões. Tem 45,94 km² de área e sua população em 2018 foi estimada em 2.063 habitantes.
Foi criada em 1 de janeiro de 2015, a partir da fusão das antigas comunas de Almens, Paspels, Pratval, Rodels e Tomils.